# Orle Pióro

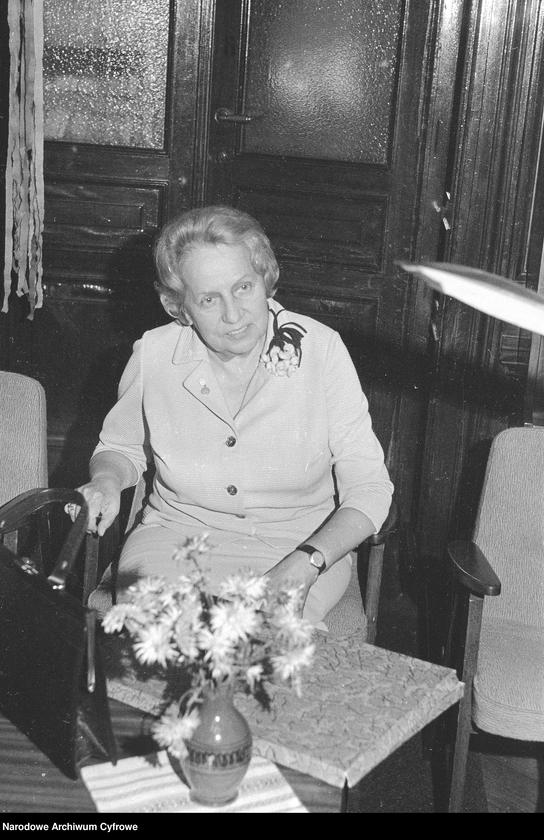
Hanna Ożogowska odbiera nagrodę Orle Pióro (1974)

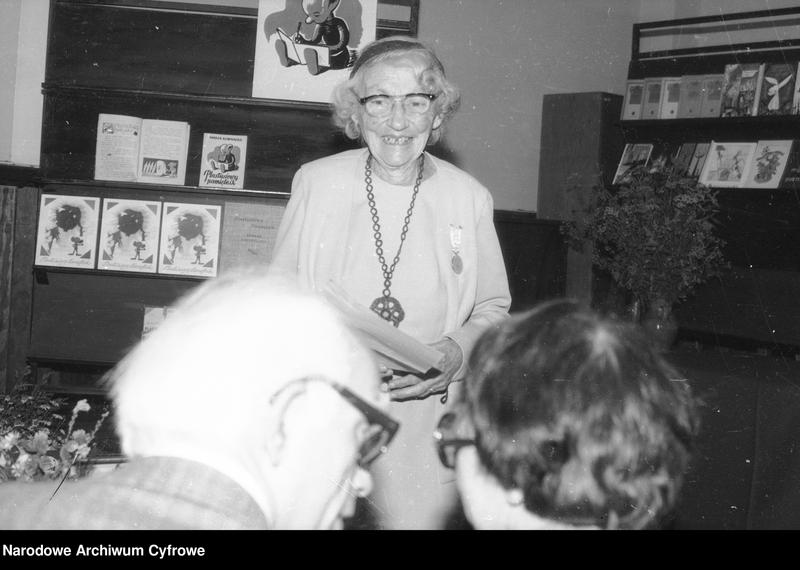
Maria Kownacka odbiera nagrodę Orle Pióro (1979)

Orle Pióro – polska nagroda dla najpopularniejszego autora literatury młodzieżowej, przyznawana przez czytelników w dorocznym plebiscycie, organizowanym od roku 1965 przez czasopismo „Płomyk”.
Jej laureatami byli m.in.:
- Marian Brandys – 1965[1][2]
- Halina Rudnicka – 1966[2]
- Janusz Przymanowski – 1966[3] lub 1967[2]
- Alfred Szklarski – 1968[2]
- Alina i Czesław Centkiewiczowie – 1969[2]
- Adam Bahdaj – 1970[4][2]
- Edmund Niziurski – 1970[5]
- Irena Jurgielewiczowa – 1971[6]
- Krystyna Siesicka – 1972[2]
- Tadeusz Różewicz – 1973[2][7]
- Hanna Ożogowska – 1974[8][2]
- Arkady Fiedler – 1975[9][2]
- Janusz Przymanowski – 1975[9]
- Natalia Rolleczek – 1976
- Zbigniew Nienacki – 1977[10][2]
- Aleksander Minkowski – 1978[11][2]
- Maria Kownacka – 1979[12][2]
- Janusz Domagalik – 1980[2]
- Ewa Nowacka – 1981[13][2]
- Hanna Ożogowska – 1981[2]
- Małgorzata Musierowicz – 1982[14][2]
- Henryk Sienkiewicz – 1982[15]
- Krystyna Siesicka – 1982[2]
- Alfred Szklarski – 1982[2]
- Stanisław Lem – 1984
- Marta Tomaszewska – 1986[16]